# 徐學海 (清朝)
徐學海（？—？），安徽怀宁人，清朝政治人物。

## 生平
道光五年七月，擔任清朝廣東省潮州府豐順縣知縣，九月卸任。后由劉登榜接任。道光二十三年署，擔任廣東廣州府永安縣知縣（現紫金縣知縣）。后由崔敬修接任。